# Pirae
Pīraʻe (graphie de l'académie tahitienne) ou Pīraè (graphie raapoto) est une commune de la Polynésie française du littoral nord-ouest de Tahiti.
Créée en 1965, la commune abrite le centre hospitalier territorial du Taʻaone, un marché municipal, une crèche, une mairie, un bureau de poste OPT, un centre médical, deux pharmacies, des écoles maternelles et primaires, un groupe d'aide psycho-pédagogique, deux lycées polyvalents (Aoraʻi et Taʻaone), un collège (Taʻaone), un centre artisanal, le service du développement rural, des activités équestres (hippodrome, centre équestre), COMSUP, une école normale, trois stations-service, quatre terrains de football (JT, Pater, Fataʻua, Pīraʻe) un hypermarché Hyper U, un supermarché Hāmuta ainsi que des banques : Banque de Polynésie, Banque de Tahiti, Socredo.

## Géographie

### Situation

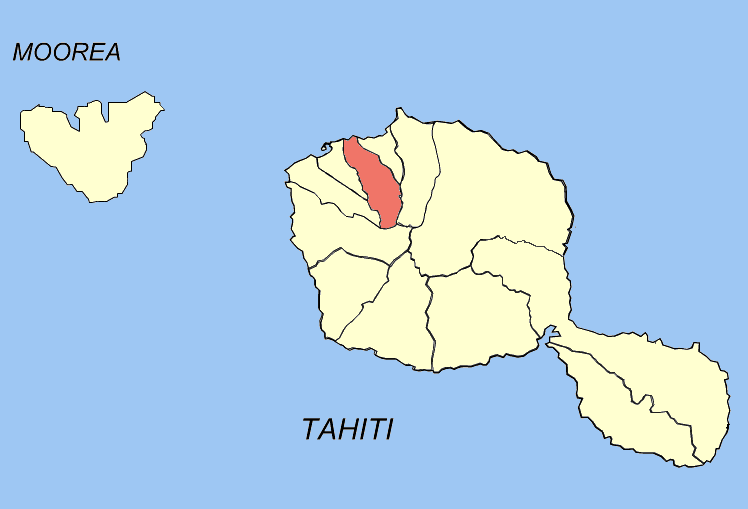
Situation de Pirae sur l'île de Tahiti

La commune de Pīraʻe est située au nord-ouest de l'île de Tāhiti et bordée au nord par l'océan Pacifique.

## Histoire
Pendant l'ère coloniale française, Pirae appartient au district de Te Porionu’u avec Papeete et Arue, puis à celui de Pare Nui (« le grand rempart ») avec Arue.
La commune de Pirae est créée le 18 janvier 1965 ; son premier conseil municipal a lieu le 5 mai 1965 qui élit comme premier maire Gaston Flosse.

## Politique et administration

### Liste des maires
| Période   | Période      | Identité                      | Étiquette                                  | Qualité                                                                                          |
| --------- | ------------ | ----------------------------- | ------------------------------------------ | ------------------------------------------------------------------------------------------------ |
| 1965      | 10 mars 2000 | Gaston Flosse                 | Tahoeraa huiraatira                        |                                                                                                  |
| 2000      | 2008         | Édouard Fritch                | Tahoeraa Huiraatira                        |                                                                                                  |
| mars 2008 | mars 2014    | Béatrice Vernaudon-Coppenrath | To Tatou Ai'a                              |                                                                                                  |
| mars 2014 | En cours     | Édouard Fritch                | Tahoeraa huiraatira puis Tapura huiraatira | Ancien Président de la Polynésie française Représentant de l'Assemblée de la Polynésie française |

## Population et société

### Démographie
L'évolution du nombre d'habitants est connue à travers les recensements de la population effectués dans la commune depuis 1971. À partir de 2006, les populations légales des communes sont publiées annuellement par l'Insee, mais la loi relative à la démocratie de proximité du 27 février 2002 a, dans ses articles consacrés au recensement de la population, instauré des recensements de la population tous les cinq ans en Nouvelle-Calédonie, en Polynésie française, à Mayotte et dans les îles Wallis-et-Futuna, ce qui n’était pas le cas auparavant. Pour la commune, le premier recensement exhaustif entrant dans le cadre du nouveau dispositif a été réalisé en 2002, les précédents recensements ont eu lieu en 1996, 1988, 1983, 1977 et 1971.
En 2017, la commune comptait 14 209 habitants, en augmentation de 0,57 % par rapport à 2012
| 1971   | 1977   | 1983   | 1988   | 1996   | 2002   | 2007   | 2012   | 2017   |
| ------ | ------ | ------ | ------ | ------ | ------ | ------ | ------ | ------ |
| 10 960 | 12 070 | 12 023 | 13 366 | 13 974 | 14 435 | 14 475 | 14 129 | 14 209 |

| 2022   | - | - | - | - | - | - | - | - |
| ------ | - | - | - | - | - | - | - | - |
| 14 068 | - | - | - | - | - | - | - | - |

### Santé
L'hôpital territorial du Taʻaone, inauguré en octobre 2010, remplace l'ancien centre hospitalier territorial Mamaʻo situé à Papeʻete. Le projet a été décidé en 1993, mais la construction n'a commencé qu'en 2001. L'établissement, d'une superficie de 100 000 m2, compte 520 lits, avec 80 % de chambres individuelles, pour un flux d'environ 40 000 patients par an.

### Sport
La ville dispose de nombreuses installations sportives, parmi lesquelles le stade Pater Te Hono Nui ou encore le stade Édouard-Layton.

## Culture locale et patrimoine

### Lieux et monuments
- Église de la Sainte-Trinité de Pīraʻe.
- Le temple protestant de Nahoata.
- Le temple des Saints des Derniers Jours.

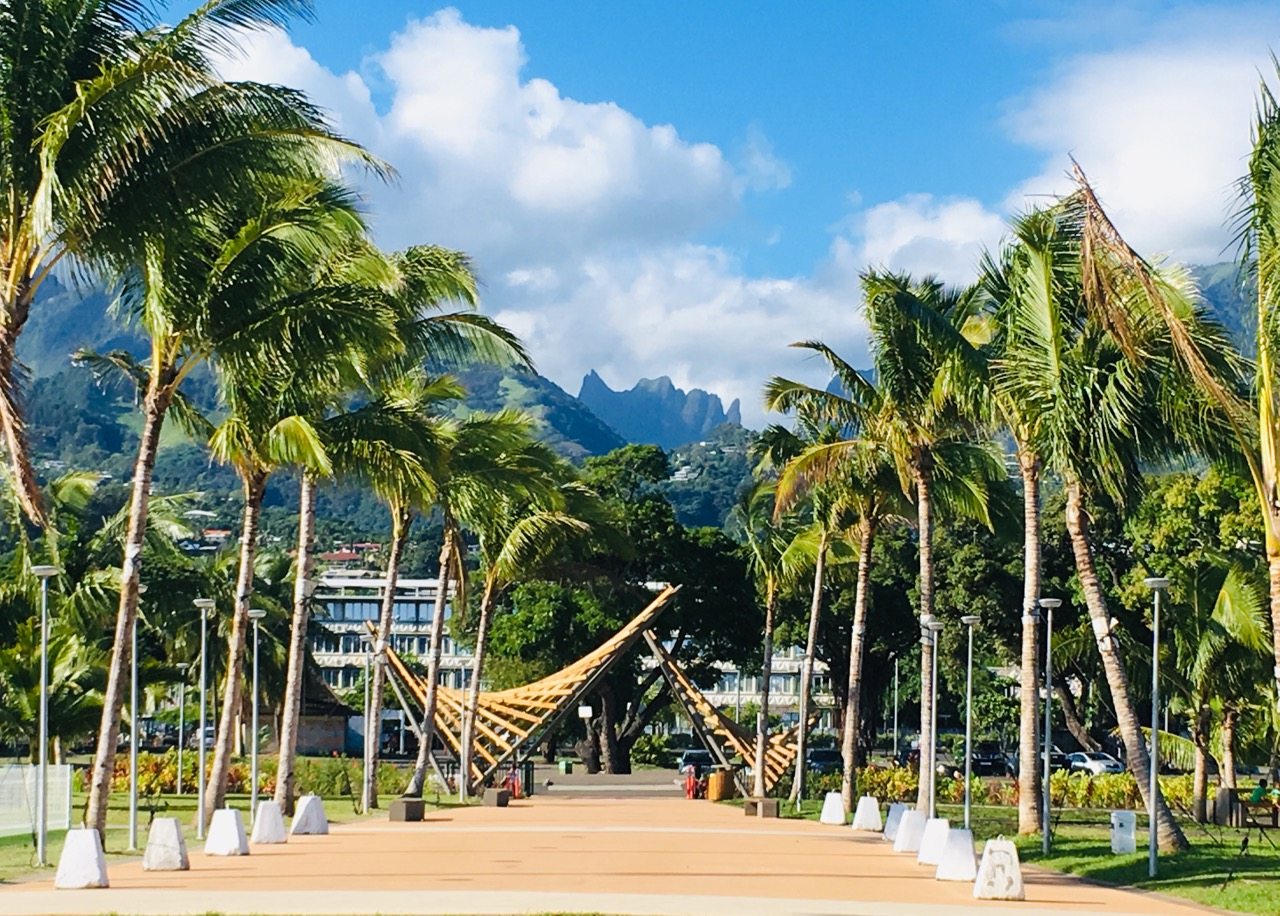
Le parc Aoraʻi Tini Hau.
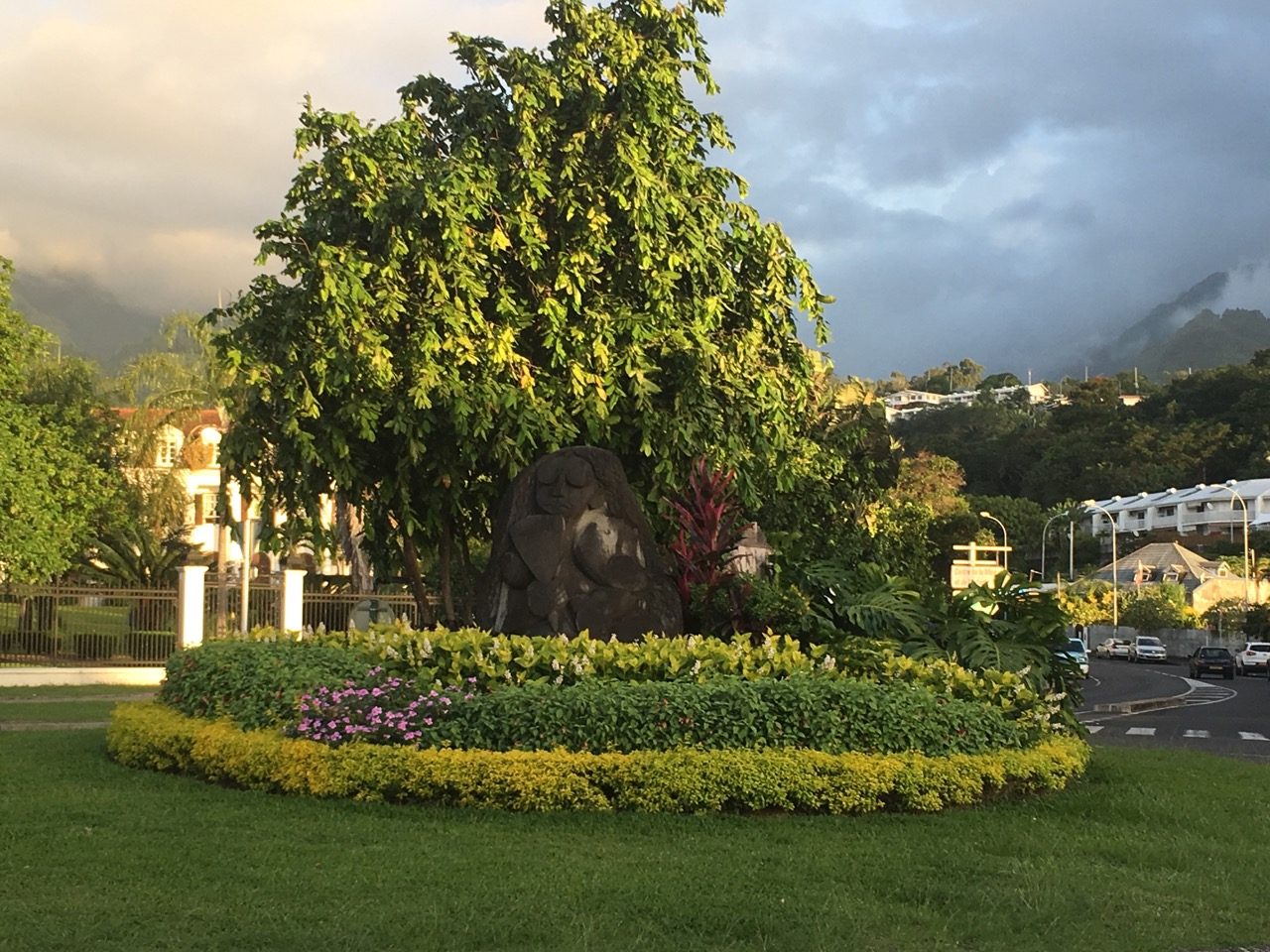
Le rond-point de la Mairie.
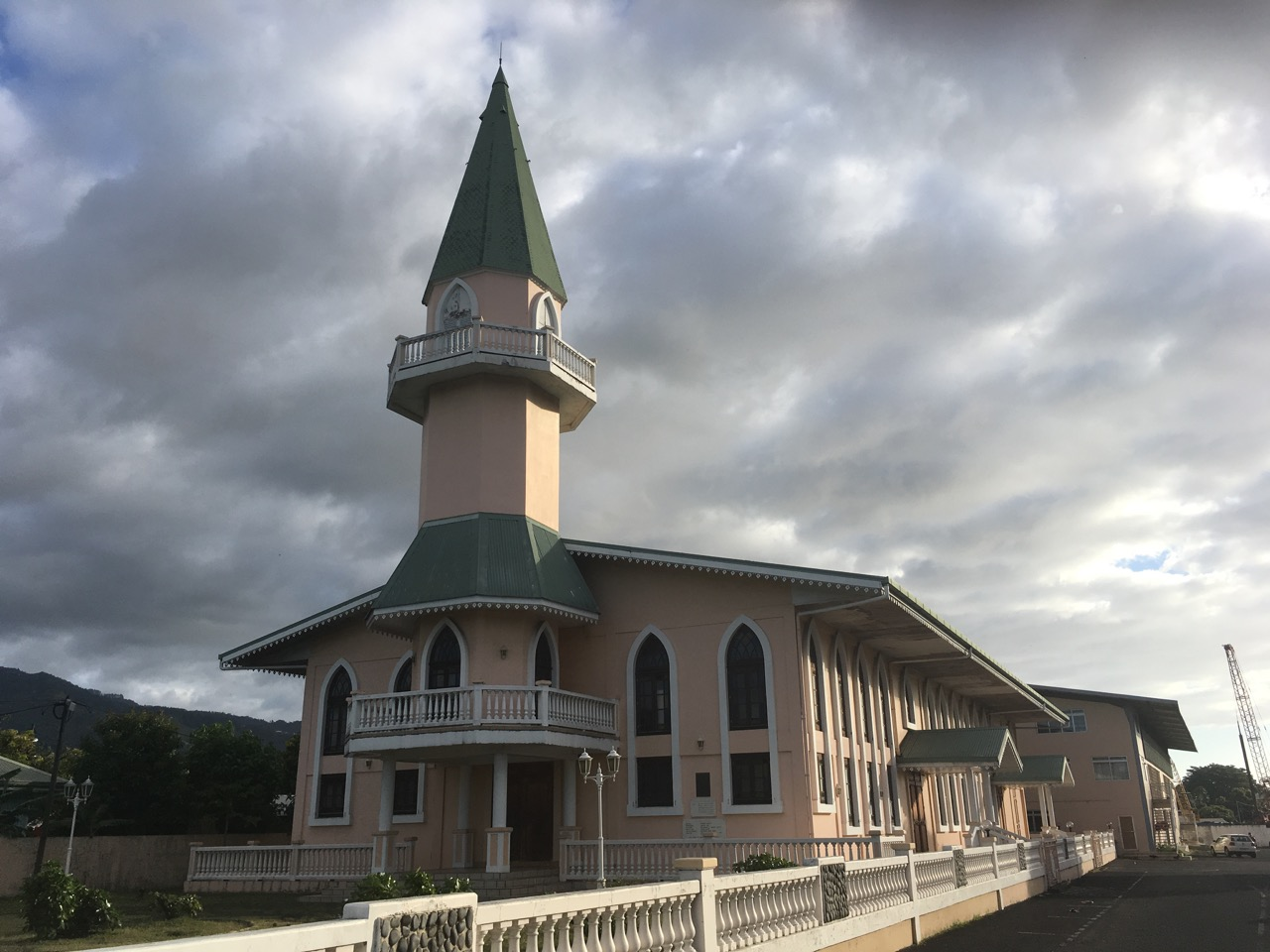
Le temple protestant de Nahoata.
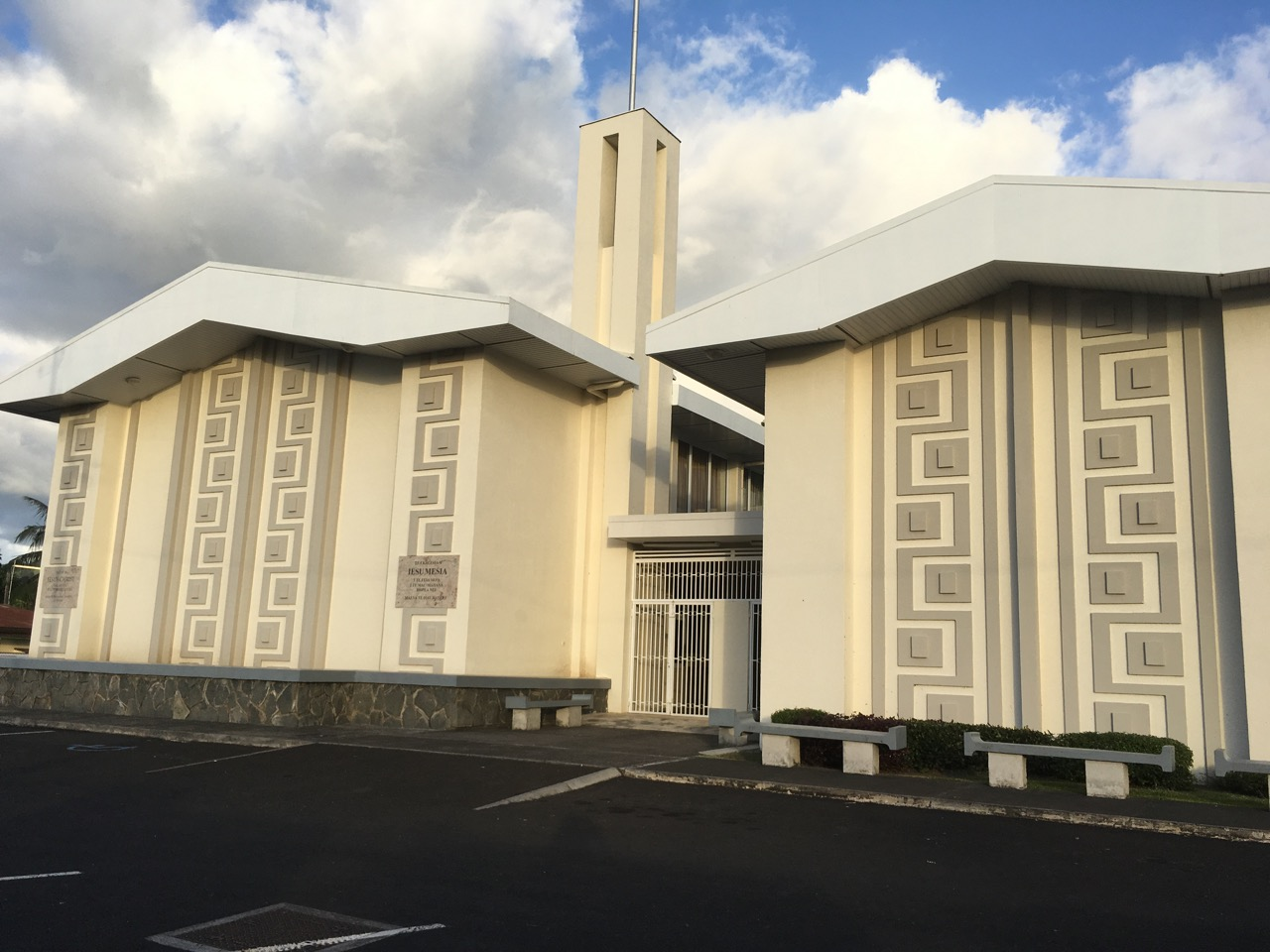
L'église des Saints des Derniers Jours.
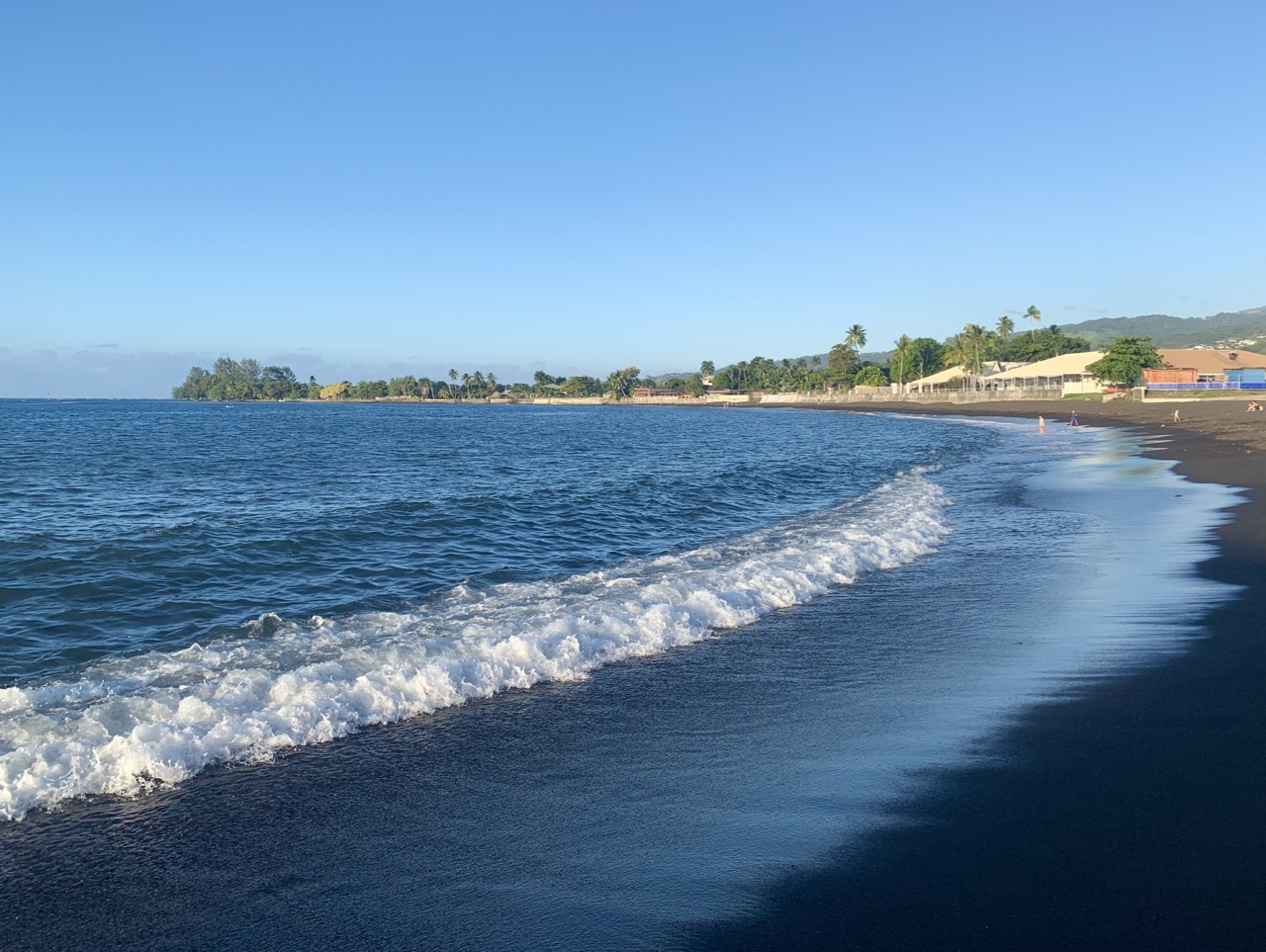
Plage de sable noir à Pīraʻe.
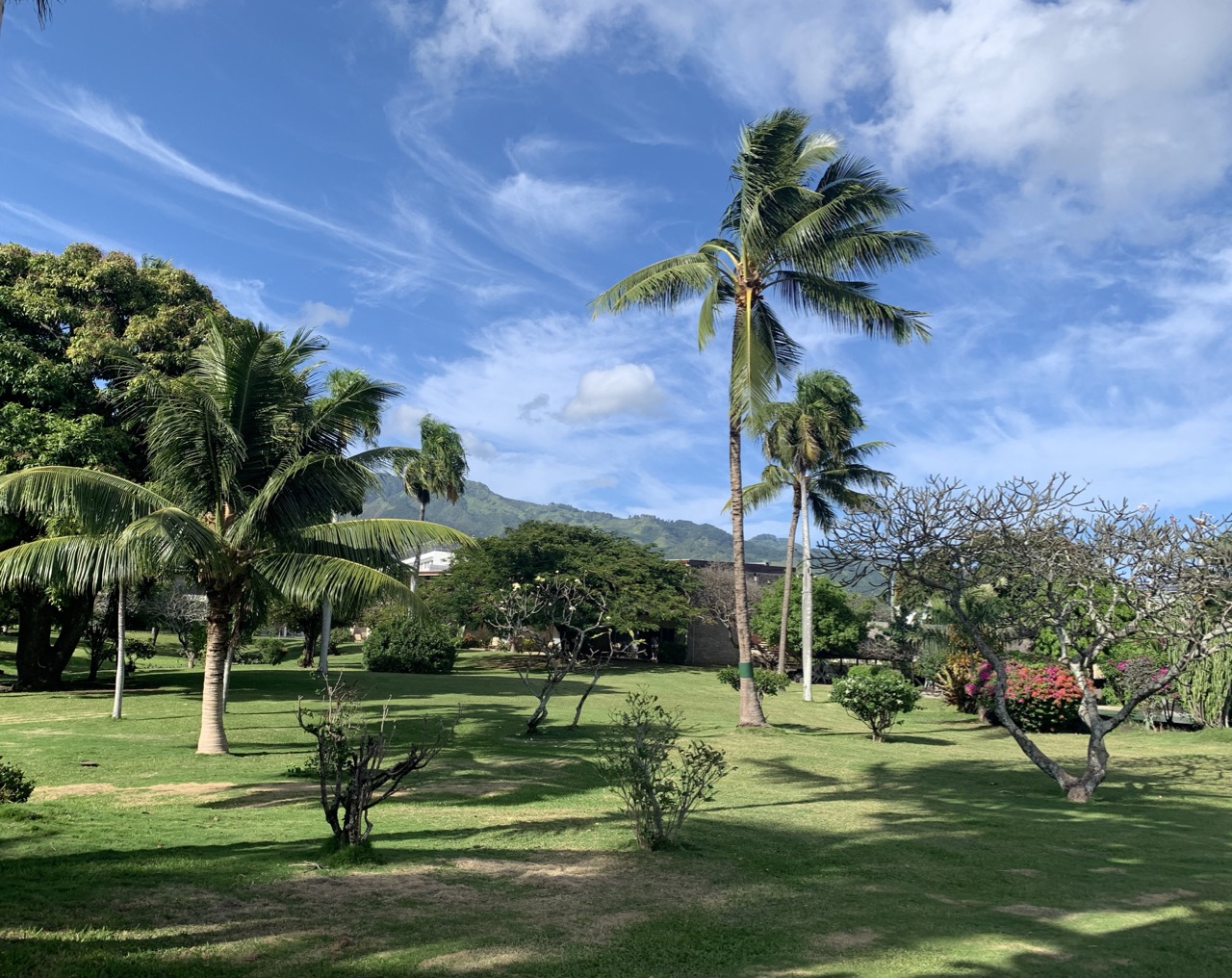
Le parc du Royal Tahitien.
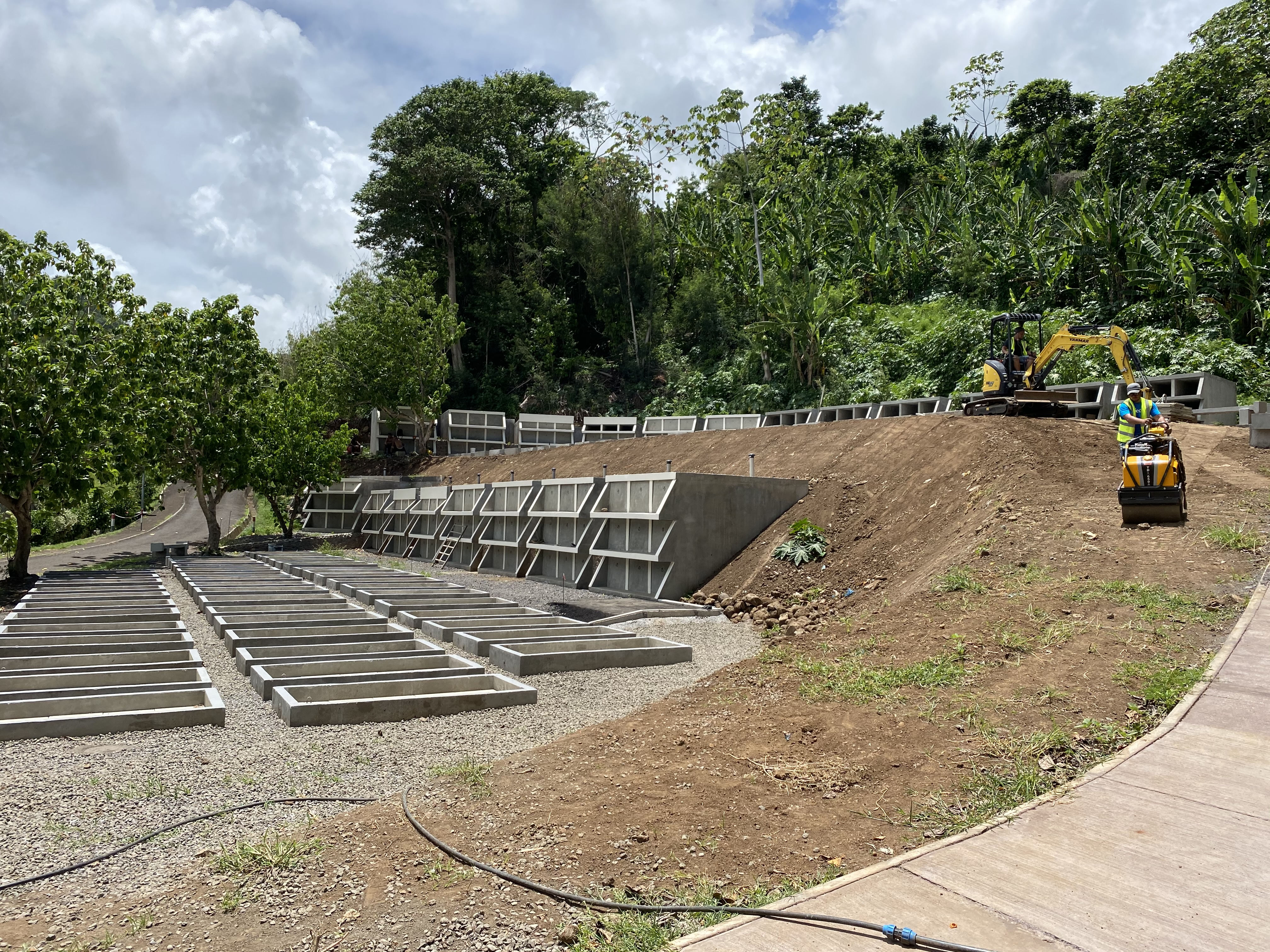
La rénovation du cimetière.
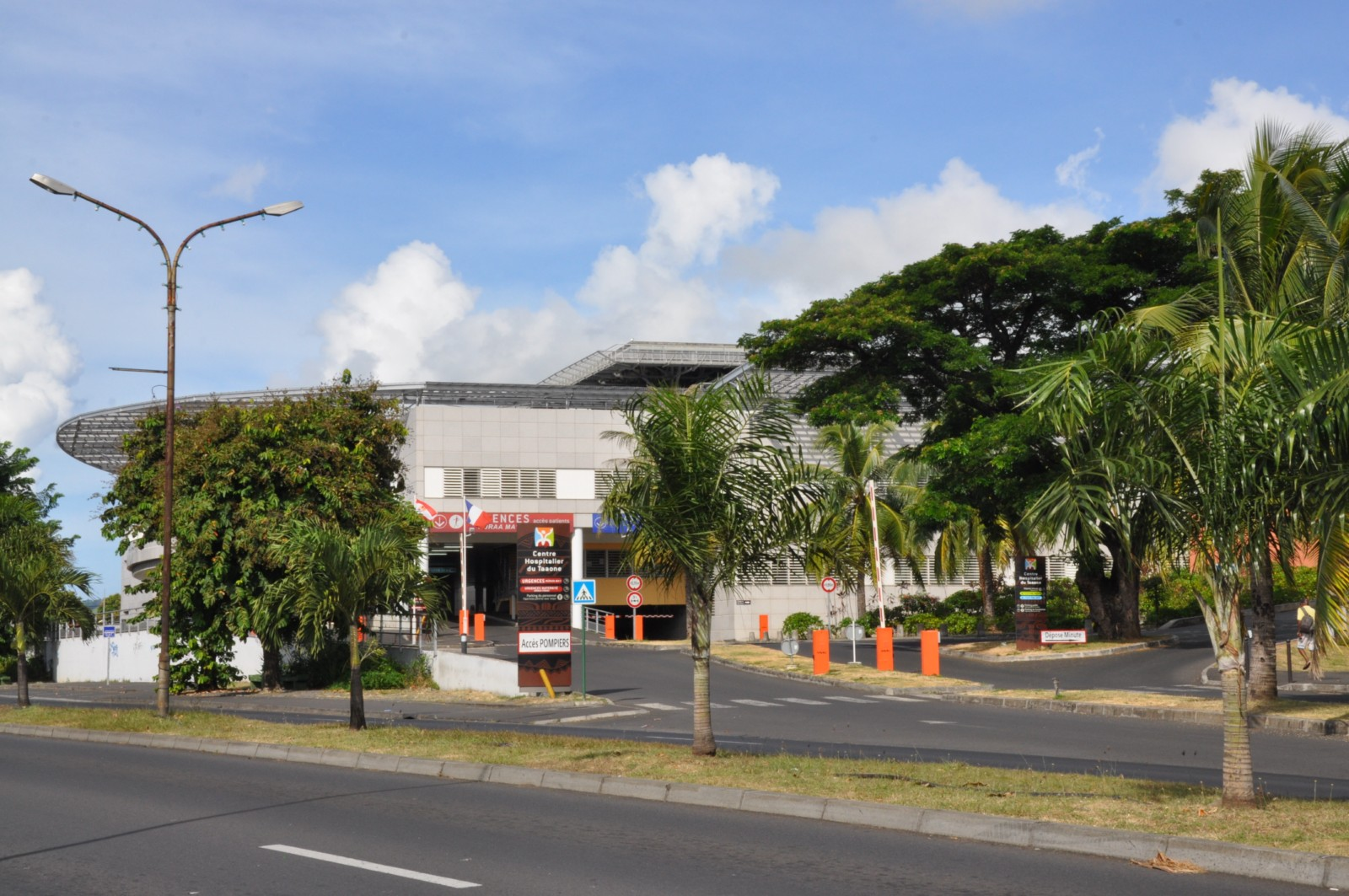
L'hôpital territorial du Taʻaone.

### Héraldique
| Blason de Pirae | Blason  | Parti : au 1er d'azur à la montagne du lieu, le Diadème, de sinople, surmontée d'un soleil non figuré d'or, mouvant d'une mer fascée ondée d'argent et d'azur en vagues déferlant vers senestre et chargée à senestre d'une île de sable au palmier du même mouvant de la mer et du trait de partition, au 2d de gueules au pal d'argent. |
| Blason de Pirae | Détails | Le premier évoque la baie de Taaone (avec le Diadème et le Motu One) et le second est aux couleurs de la Polynésie. Le statut officiel du blason reste à déterminer. |